# Hedriodiscus dorsalis
Hedriodiscus dorsalis is een vliegensoort uit de familie van de Stratiomyidae. De wetenschappelijke naam van de soort is voor het eerst geldig gepubliceerd in 1805 door Fabricius.